# Județul Giurgiu
Giurgiu este un județ în regiunea istorică Muntenia, în sudul României. Reședința județului este municipiul Giurgiu. Se învecinează cu județele Teleorman, Dâmbovița, Ilfov și Călărași. Giurgiu se află la granița cu Bulgaria, fiind situat la nord de Dunăre. Județul este aflat în întregime în Muntenia.

## Etimologie
Se spune că demult, când turcii încă umblau pe meleagurile de pe malul stâng al Dunării și strângeau slugi pentru Imperiul Otoman, se afla un cioban, pe nume San Giorgio ce își adusese oile la păscut în lunca Dunării, în zona de azi a județului Giurgiu. Acesta a eliberat un mare grup de ostatici ce trebuiau duși în Imperiul Otoman. Ostaticii, ca recunoștință față de San Giorgio, au înființat un târg într-un loc de trecere. Acest târg a fost numit Giurgiu, după eliberatorul lor.

## Stema
Stema județului Giurgiu se compune dintr-un scut triunghiular cu marginile rotunjite, scartelat.
În primul cartier, în partea dreaptă, în câmp albastru, se află 3 stejari de argint dezrădăcinați, așezați doi la unu, reprezentând vechea stemă heraldică a județului Vlașca, simbolizând pădurile de stejar care alcătuiau odinioară Codrii Vlăsiei.
În al doilea cartier, în partea stângă, în câmp roșu, se află o secure de luptă cu tăișul dublu, având la bază o semilună răsturnată, ambele de argint. Ele amintesc de lupta antiotomană și victoria de prestigiu obținută de marele voievod Mihai Viteazul în bătălia de la Călugăreni.
În vârful scutului, în câmp roșu, se aflã un coif roman de argint, simbolizând descendența latină a locuitorilor
În vârful scutului, în câmp albastru, se află o timonă deasupra unui brâu undat, de argint, simbolizând navigația pe fluviul Dunărea

Stema județului Giurgiu

### Variante vechi ale stemei

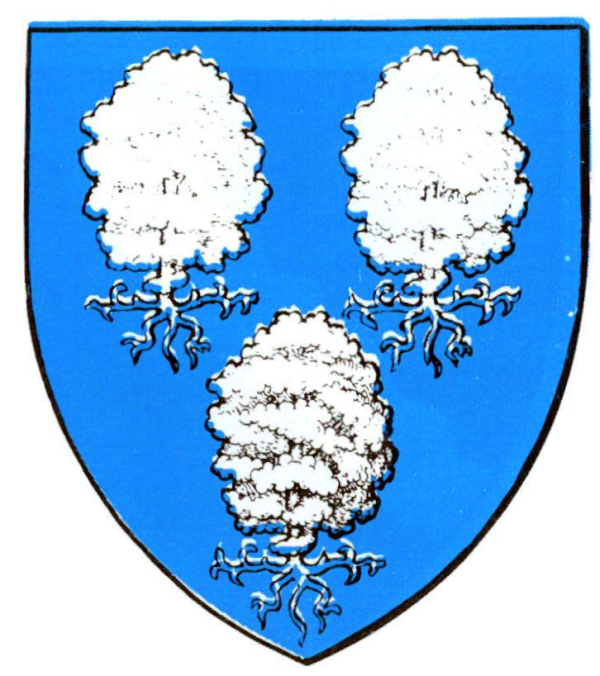
în perioada interbelică
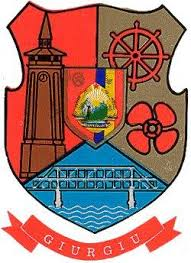
în perioada comunistă

## Geografie

### Așezare
Județul Giurgiu se află în sud estul României, la granița cu Bulgaria.
La o distanță de 65 km la sud de capitala București.
Este situat în Lunca Dunării, pe malul stâng al fluviului Dunărea.
Județul este situat în partea de sud a țării, în cadrul marii Câmpii Române, și este străbătut de paralela 43°53` latitudine nordică și meridianul 25°59` longitudine estică.
Reședința județului este municipiul Giurgiu, vechi centru comercial la Dunăre al Țării Românești, situat la 60 km de capitala țării pe drumul european E70 ce leagă vestul Europei de zona balcanică și de Orientul Mijlociu.

### Climă
Clima județului este temperat continentală. Vara este un anotimp cu temperaturi ridicate ce poate duce chiar la secetă, iarna cu geruri și crivăț. Vitezele cele mai mari le au vânturile dinspre nord-est, care pot atinge iarna 125 km/h. Precipitațiile medii sunt de 500mm.

### Vecini
Giurgiu se învecinează în nord cu Județul Dâmbovița și Județul Ilfov, în vest cu Județul Teleorman, și în est cu Județul Călărași. În sud Dunărea formează granița cu Bulgaria, mai exact cu Regiunea Ruse.

### Apele
Cel mai important curs de apă este fluviul Dunărea. Alte râuri ale județului Giurgiu sunt: Argeș, Dâmbovița, Neajlov, Câlnău, Cocioc, Sabar, Pasărea, Parapanca.
De asemenea, în Giurgiu mai este localizat și Parcul Natural Comana, care include lacul Comana.

### Fauna
În Giurgiu se găsesc viețuitoarele specifice zonei de stepă și silvostepă precum orbetele, prepelița, ciocârlia, potârnichea, turturica, gușterul, greieri, lăcuste, iepuri, dihorul, șoarecele de câmp, popândăul, dropia, vulpea, rațe, gâște, berze, lișițe, cocostârci, vidra, nurca, știuca, plătica, somnul, caras, crap, biban, caracuda, roșioara.

## Demografia
Cele mai vechi mărturii ale unei așezări omenești în arealul Giurgiului datează din Mezolitic (mileniile 10-7 î.Hr). După cum atestă cercetările arheologice, zona Giurgiului a fost dens populată în perioada dacă (secolul I î.Hr). Se ipotizează că în apropiere era localizată capitala lui Burebista, la Popești, pe râul Argeș. Împăratul roman Iustinian (483-565) a construit aici orașul Theodorapolis.
Conform rezultatelor recensământului populației și al locuințelor din 18 martie 2002, populația stabilă a județului Giurgiu, este de 297.859 persoane.
Din totalul populației, 88.537 persoane locuiesc în mediul urban (29,72%) și 209.322 persoane locuiesc în mediul rural (70,27%).
Densitatea populației județului este de 84,5 locuitori/km².
Potrivit liberei declarații a persoanelor recenzate, 96,03% din populația județului sunt români, 3,89% sunt rromi, iar 0,08% sunt alte etnii.
După religie populația este preponderent ortodoxă (98,5%).
Județul Giurgiu - evoluția demografică

|  | Graficele sunt indisponibile din cauza unor probleme tehnice. Mai multe informații se găsesc la Phabricator și la wiki-ul MediaWiki. |

Date: Recensăminte sau birourile de statistică - grafică realizată de Wikipedia

## Istorie
După o legendă neconfirmată din punct de vedere istoric, Giurgiu ar fi fost întemeiat ca avanpost de către comercianți genovezi pe insula Sfântul Gheorghe numit după protectorul Genovei, Sfântul Gheorghe (în italiană San Giorgio). 
Un document în care apare toponimul pare a fi așa-zisul „Itinerar din Bruges”, din penultimul deceniu al secolului al XIV-lea, cu o listă de localități pe care pelerinii occidentali le aveau ca popasuri în drumul lor către Țara Sfântă.
Giurgiu apare pe o hartă la documentul Codex Latinus Parisinus cu o datare controversată între 1395 și 1438, poate din timpul lui Mircea cel Bătrân (decedat 1414). În 1420 Imperiul Otoman l-a redenumit "Yergöğü". Vlad Țepeș a recucerit cetatea în 1462, au urmat războaie frecvente sub Mihai Viteazul, apoi în războaiele ruso-turce. Giurgiu a ars în 1659 și în 1829 s-au distrus fortificațiile, rămânând numai un castel pe insula Slobozia, legată de un pod de restul ținutului. 
Prima cale ferată din Principatele Unite ale Moldovei și Țării Românești a fost între București și stația de la Giurgiu inaugurată la 1 noiembrie 1869. 
Teritoriile județului au fost parte din raiaua Giurgiu a Imperiului Otoman.
Giurgiu a fost reședința județului interbelic Vlașca, iar în perioada  postbelică, teritoriul județul a fost divizat între regiunea Teleorman și regiunea București.
Între 1952-1954, regimul comunist, sprijinit de URSS, a construit Podul Prieteniei Giurgiu-Ruse. 
Giurgiu a fost declarat municipiu la 17 februarie 1968, teritoriul județului fiind înglobat în județul Ilfov, cu reședința la București. 
Cu reorganizarea administrativă din 1981, din partea vestică și central-sudică a județului Ilfov înființat și delimitat prin legea din februarie 1968 s-a format județul Giurgiu, care are o configurație și o întindere asemănătoare - dar nu identice - cu cele ale vechiului județ Vlașca.

## Economie
Industriile predominante în Giurgiu sunt: 
- Industria alimentară;
- Industria textilă;
- Industria chimică;
- Industria construcțiilor;
- Industria componentelor mecanice.

Agricultura este una dintre ocupațiile de bază ale localnicilor. În Giurgiu se practică creșterea ovinelor, bovinelor, porcinelor, avicultura, piscicultura, creșterea struților (în Giurgiu aflându-se cea mai mare fermă de struți din Europa și singura deținătoare de abator propriu) și cultivarea terenurilor agricole.

## Diviziuni administrative
Județul este format din 54 unități administrativ-teritoriale: 1 municipiu, 2 orașe și 51 de comune.
Lista de mai jos conține unitățile administrativ-teritoriale din județul Giurgiu.
| Stemă              | Nume               | Tip de localitate            | Populație          | Imagine            |
| Municipii și orașe | Municipii și orașe | Municipii și orașe           | Municipii și orașe | Municipii și orașe |
| ------------------ | ------------------ | ---------------------------- | ------------------ | ------------------ |
|                    | Giurgiu            | municipiu reședință de județ | 61.353             |                    |
|                    | Bolintin-Vale      | oraș                         | 12.929             |                    |
|                    | Mihăilești         | oraș                         | 7.923              |                    |
| Comune             |                    |                              |                    |                    |
|                    | Adunații-Copăceni  | comună                       | 6.621              |                    |
|                    | Bolintin-Deal      | comună                       | 5.921              |                    |
|                    | Bucșani            | comună                       | 3.906              |                    |
|                    | Bulbucata          | comună                       | 1.591              |                    |
|                    | Buturugeni         | comună                       | 4.079              |                    |
|                    | Băneasa            | comună                       | 5.227              |                    |
|                    | Clejani            | comună                       | 3.809              |                    |
|                    | Colibași           | comună                       | 3.529              |                    |
|                    | Comana             | comună                       | 7.222              |                    |
|                    | Cosoba             | comună                       | 2.611              |                    |
|                    | Crevedia Mare      | comună                       | 5.221              |                    |
|                    | Călugăreni         | comună                       | 6.148              |                    |
|                    | Daia               | comună                       | 2.851              |                    |
|                    | Florești-Stoenești | comună                       | 9.173              |                    |
|                    | Frătești           | comună                       | 5.361              |                    |
|                    | Ghimpați           | comună                       | 6.064              |                    |
|                    | Gogoșari           | comună                       | 1.975              |                    |
|                    | Gostinari          | comună                       | 2.634              |                    |
|                    | Gostinu            | comună                       | 2.032              |                    |
|                    | Greaca             | comună                       | 2.543              |                    |
|                    | Grădinari          | comună                       | 3.578              |                    |
|                    | Găiseni            | comună                       | 5.514              |                    |
|                    | Găujani            | comună                       | 2.513              |                    |
|                    | Herăști            | comună                       | 2.369              |                    |
|                    | Hotarele           | comună                       | 3.939              |                    |
|                    | Iepurești          | comună                       | 2.225              |                    |
|                    | Isvoarele          | comună                       | 1.751              |                    |
|                    | Izvoarele          | comună                       | 3.930              |                    |
|                    | Joița              | comună                       | 3.864              |                    |
|                    | Letca Nouă         | comună                       | 3.817              |                    |
|                    | Malu               | comună                       | 2.500              |                    |
|                    | Mihai Bravu        | comună                       | 2.586              |                    |
|                    | Mârșa              | comună                       | 4.869              |                    |
|                    | Ogrezeni           | comună                       | 4.906              |                    |
|                    | Oinacu             | comună                       | 3.357              |                    |
|                    | Prundu             | comună                       | 4.386              |                    |
|                    | Putineiu           | comună                       | 2.486              |                    |
|                    | Roata de Jos       | comună                       | 8.296              |                    |
|                    | Răsuceni           | comună                       | 2.652              |                    |
|                    | Schitu             | comună                       | 1.985              |                    |
|                    | Singureni          | comună                       | 3.191              |                    |
|                    | Slobozia           | comună                       | 2.377              |                    |
|                    | Stoenești          | comună                       | 2.249              |                    |
|                    | Stănești           | comună                       | 3.000              |                    |
|                    | Săbăreni           | comună                       | 2.864              |                    |
|                    | Toporu             | comună                       | 2.340              |                    |
|                    | Ulmi               | comună                       | 7.818              |                    |
|                    | Valea Dragului     | comună                       | 3.230              |                    |
|                    | Vedea              | comună                       | 3.108              |                    |
|                    | Vânătorii Mici     | comună                       | 4.933              |                    |
|                    | Vărăști            | comună                       | 6.317              |                    |

## Turism
Deși o regiune tipic de câmpie, care s-ar părea că nu este înzestrată din punct de vedere turistic, județul Giurgiu dispune totuși de un potențial turistic important și variat.
Atracții din municipiul Giurgiu
- Turnul cu ceas Construcție realizată din piatră în timpul ocupației turcești. Structura inalta de 22 m avea scopul de a servi ca post de observatie in cazul atacului forțelor românești. După retragerea turcilor construcția este modificată, fiind adăugat un ceasornic.
- Podul Prieteniei Acesta este cel mai lung pod de peste Dunăre. Este construit pe doua nivele, ferovial și rutier (cu două benzi și trotuar pentru pietoni). Este singurul pod mobil, avand posibilitatea de a se ridica in cazul în care pe sub acesta este nevoie să treacă o ambarcațiune mai înaltă. Este construit din oțel, iar proiectul a fost realizat de V Andreev. Construcția a durat 2 ani, inaugurarea realizându-se la 20 iunie 1954.Are o lungime de 2,8 km.
- Insula Mocanu, având o suprafață totală de 850 ha, este cea mai mare din cele 4 insule din vecinătatea Giurgiului, un loc cu vegetație seculară și faună asemănătoare Deltei Dunării, cu plaje și lacuri interioare, unde se pot organiza partide de pescuit și vânătoare.
- Situl arheologic „Malul Roșu”,
- Strada Tabiei - ruinele fortificației Tabiei,
- Teatrul Valah (denumirea lui după revoluție este Teatrul ”Tudor Vianu”)
- Muzeul de istorie
- Biserica Smârda,
- Catedrala Adormirea Maicii Domnului,
- Gara Giurgiu
- Biserica Greco-Catolică (pictată de Gheorghe Tattarescu),
- Biserica Catolică,
- Centrul cultural Ion Vinea,
- Ateneul,
- Mănăstirea Sf. Nicolae,
- Grădina Alei (printre primele grădini publice realizate în România),
- Ruinele cetății medievale,
- Podul Bizetz - primul pod în curbă din Europa,
- Portul Ramadan,
- Canalul Cama (Florilor sau Sf. Gheorghe),
- Gara Giurgiu Nord,
- Gara fluvială și faleza

Atracții din județ
Mănăstirea Comana, Parcul Natural Comana (inclusiv Balta Comana și rezervația de bujori), Biserica din satul Bila, Conacul de la Herăști, Muzeul de la Călugăreni.
La Frătești se află Muzeul sătesc – numit simbolic „Muzeul școlar Dacia”- deoarece o parte importantă din vestigiile materiale aparțin geto-dacilor, dovedindu-se astfel continuitatea de milenii a poporului român în această zonă. Înființat în anul 1967 este structurat pe mai multe secții predominantă fiind secția de arheologie-istorie.
Locuri de cazare
Pe teritoriul județului sunt în prezent 13 unități de cazare turistică, din care: hoteluri 3, moteluri 5, pensiuni urbane 1, pensiuni rurale 1, spații de cazare pe nave 3: Hotel Steaua Dunării, Vlașca, Miorița, Ovidiu, Prieteniei, pe motonavele Steaua Deltei și Steaua Dunării.
Capacitatea de cazare a județului se ridică la 939 locuri, din care 328 locuri în hoteluri, 172 locuri în moteluri, 13 locuri în pensiuni urbane și rurale, 426 locuri în spațiile de cazare pe nave.

## Politică

Hartă politică a județului Giurgiu după alegerile din 2024

Județul Giurgiu este administrat de un consiliu județean format din 30 consilieri. În urma alegerilor locale din 2024, consiliul este prezidat de Toma-Florin Petcu de la PNL, iar componența politică a Consiliului este următoarea:
|  | Partid                          | Consilieri | Componența Consiliului | Componența Consiliului | Componența Consiliului | Componența Consiliului | Componența Consiliului | Componența Consiliului | Componența Consiliului | Componența Consiliului | Componența Consiliului | Componența Consiliului | Componența Consiliului | Componența Consiliului | Componența Consiliului | Componența Consiliului | Componența Consiliului | Componența Consiliului | Componența Consiliului |
|  | ------------------------------- | ---------- | ---------------------- | ---------------------- | ---------------------- | ---------------------- | ---------------------- | ---------------------- | ---------------------- | ---------------------- | ---------------------- | ---------------------- | ---------------------- | ---------------------- | ---------------------- | ---------------------- | ---------------------- | ---------------------- | ---------------------- |
|  | Partidul Național Liberal       | 17         |                        |                        |                        |                        |                        |                        |                        |                        |                        |                        |                        |                        |                        |                        |                        |                        |                        |
|  | Partidul Social Democrat        | 9          |                        |                        |                        |                        |                        |                        |                        |                        |                        |                        |                        |                        |                        |                        |                        |                        |                        |
|  | Alianța pentru Unirea Românilor | 2          |                        |                        |                        |                        |                        |                        |                        |                        |                        |                        |                        |                        |                        |                        |                        |                        |                        |
|  | Uniunea Salvați România         | 2          |                        |                        |                        |                        |                        |                        |                        |                        |                        |                        |                        |                        |                        |                        |                        |                        |                        |

## Personalități
- Nicolae Bălănescu (11 februarie 1866-30 august 1945), poet și publicist, om politic
- Mihail Manicatide (1867-1954), medic pediatru, profesor
- Constantin Artachino (1870-1954), pictor
- Ioan A. Bassarabescu (1870-1952), scriitor
- Nicolae Cartojan (1883-1944), academician, autor, biograf, cercetător literar, istoric literar, pedagog și publicist
- Nicolae Dărăscu (1883-1959), pictor
- Maria Teohari (1885-1975), astronom
- Nichifor Crainic (Ion Dobre) (1889-1972), teolog, profesor, ministru, scriitor naționalist
- Ion Vinea (1895-1964), poet simbolist și suprarealist
- Tudor Vianu (1898-1964), estetician, critic și istoric literar, poet, eseist, filosof și traducător
- Alexandru Cartojan (1/14 ianuarie 1901-8 septembrie 1965), istoric, publicist și prozator
- Nicolae Crevedia (24 noiembrie 1902-5 noiembrie 1978), poet și scriitor
- Miron Nicolescu (1903-1975), matematician
- Victoria Mierlescu (1905-1992), actriță
- Corneliu Adameșteanu (10 mai 1905-22 noiembrie 1960), medic chirurg
- Emil Gulian (1907-1942), poet și traducător
- Ion Adameșteanu (15 februarie 1911-15 noiembrie 1976), medic veterinar
- Dinu Adameșteanu (25 martie 1913-2 ianuarie 2004), arheolog
- Ivanca Olivotto (2 august 1914-19 martie 1996), matematiciană
- Mircea Ștefan Zăgănescu (9 februarie 1923-14 aprilie 1998), profesor universitar doctor
- Constantin Manolache (14 august 1924 - iulie 2004), ofițer de aviație
- Theodor Anton Neagu (1932-2017), paleontolog
- Petre Ghelmez (2 martie 1932-9 martie 2001), poet, jurnalist, editor, scriitor pentru copii
- Carmen Dobrescu (10 iulie 1933-22 decembrie 2022), regizoare
- Done Stan (2 decembrie 1937), ilustrator
- Rodica Popescu Bitănescu (5 august 1938), actriță
- Neagu Udroiu (3 aprilie 1940-10 septembrie 2022), diplomat, jurnalist, scriitor
- Marian Mitea (20 noiembrie 1943), compozitor, dirijor
- Ileana Popovici (13 mai 1946), actriță și ilustratoare muzicală
- Petre Crăciun (29 august 1962), scriitor de literatură pentru copii, jurnalist, autor de filme documentare și realizator al mai multor emisiuni de televiziune
- Mirel Bîrlan (1963), astronom